# ZWATER
株式会社ZWATER（ゼットウォーター）は、東京都世田谷区に本社がある浄水システムメーカー。

## 概要
浄水器、特に逆浸透膜を利用した浄水システムの研究および開発・製造を行う。逆浸透膜で水道と接続しない新しい形の浄水器（ポータブルウォーターサーバー）として発売。多摩川の水を浄水し水道50項目の分析を行い全ての項目が基準値内であったことを発表している。
組み立て式の浄水器を発表し「トレたま」で放映された（2013年3月11日）